# Chrám svatého Vladimíra (Kyjev)
Chrám svatého Vladimíra (ukrajinsky Патріарший кафедральний собор святого Володимира, rusky Кафедральный собор Святого Владимира, též Владимирский собор) je pravoslavný chrám Pravoslavné církve Ukrajiny, který se nachází v ukrajinském hlavním městě Kyjevě na bulváru Tarase Ševčenka. Do roku 2018 byl hlavním chrámem Ukrajinské pravoslavné církve Kyjevského patriarchátu.

## Historie
Chrám byl postaven v letech 1862 až 1882 v tehdy moderním rusko-byzantském architektonickém stylu, který byl typický pro sakrální architekturu Ruského impéria. Byl vystavěn podle plánů architektů I. Schtroma, P. Sparra, R. Bemharta a K. Majevského. Má sedm kupolí a nejvyšší z nich měří 49 metrů. Slavnostne byl vysvěcen v roce 1896 za přítomnosti imperátora cara Mikuláše II. a jeho manželky. V období sovětské vlády byl chrám uzavřen a pravoslavné církvi byl navrácen v roce 1944 po osvobození Kyjeva od nacistické okupace.

## Současnost
V současnosti je hlavním chrámem Ukrajinské pravoslavné církve Kyjevského patriarchátu, která je nezávislá na Ukrajinské pravoslavné církve Moskevského patriarchátu. Výrazné oživení v chrámu nastalo v roce 1988 v době oslav 1000. výročí přijetí křesťanství na Kyjevské Rusi v roce 988. Chrám (mimo doby bohoslužeb) je veřejně přístupný pro turisty, kteří zde obdivují hlavně nádherné mozaiky a fresky, které zobrazují světce ze staroruské historie (Svatý Vladimír, Svatá Olga a jiní).

## Galerie

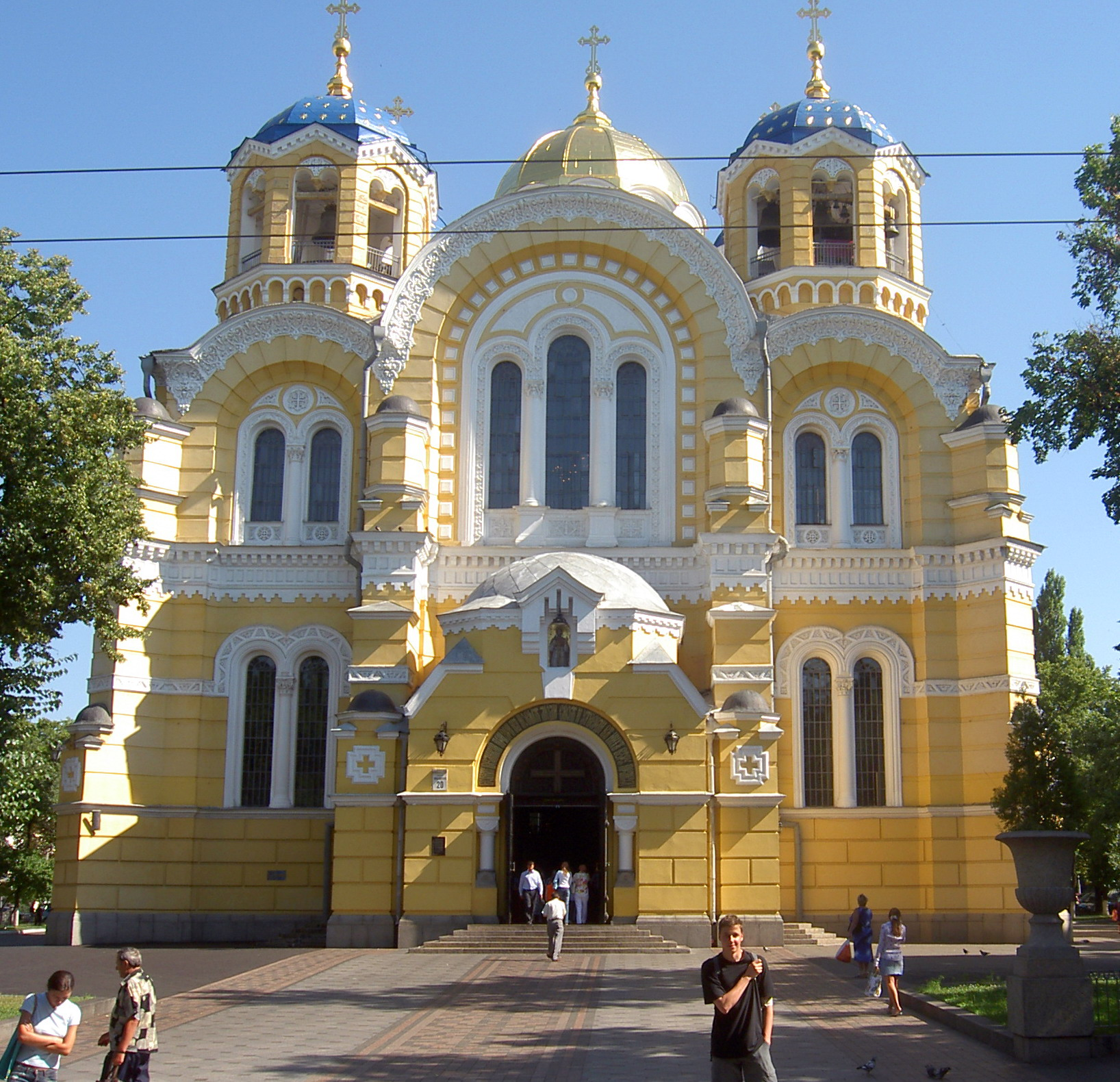
Chrám sv. Vladimíra v Kyjevě
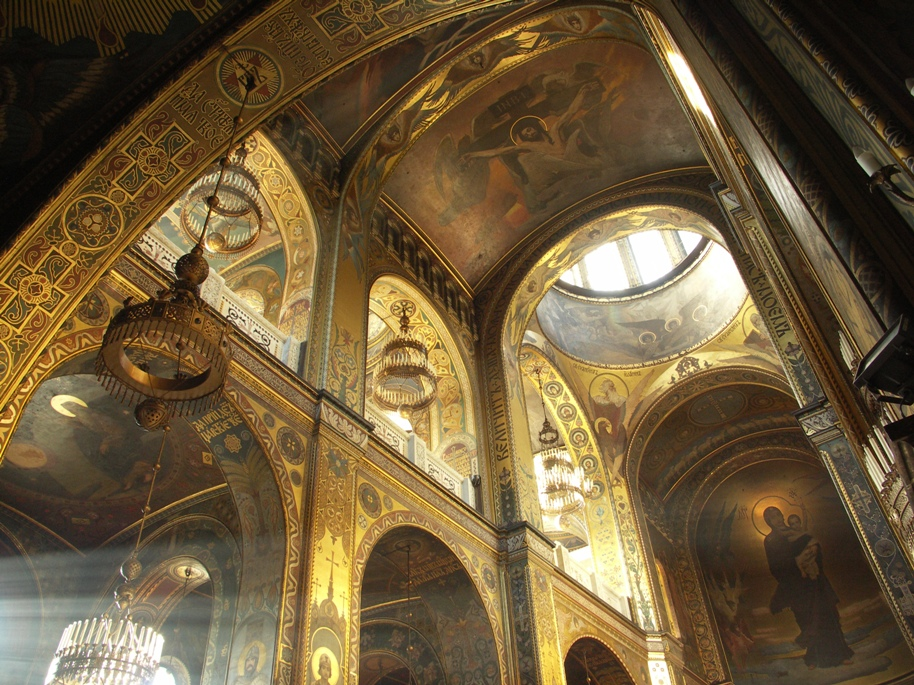
Interiér Chrámu sv. Vladimíra
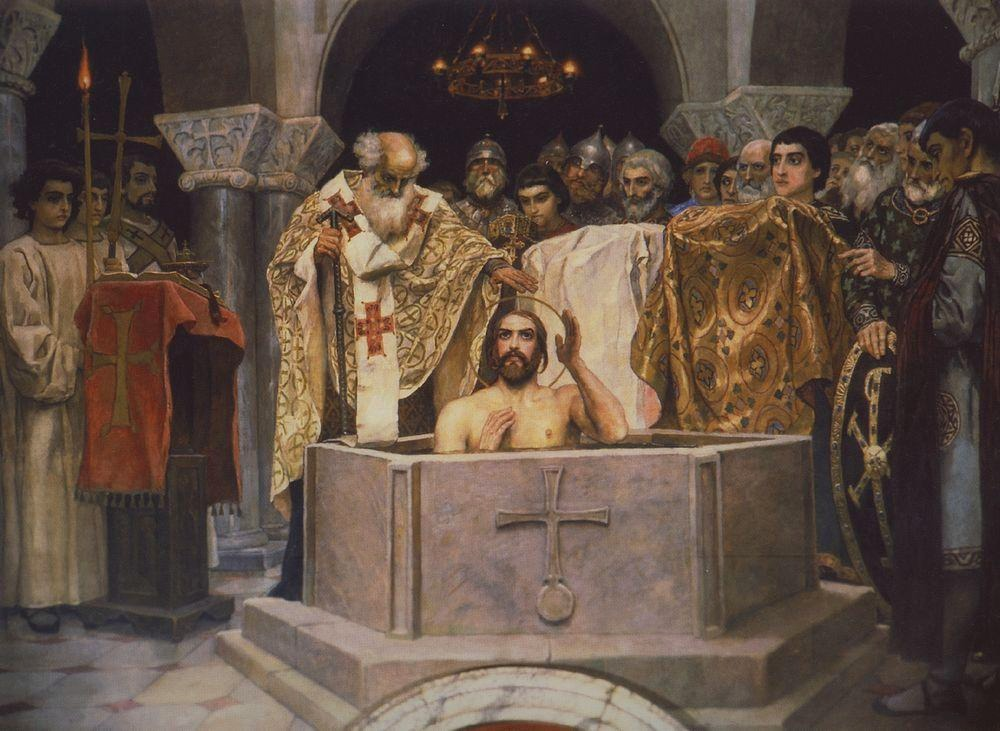
Křest Sv. Vladimíra, detail fresky) Viktora Vasněcova